# 東希望が丘
東希望が丘（ひがしきぼうがおか）は、神奈川県横浜市旭区の地名。「丁目」の設定のない単独町名である。住居表示未実施区域。

## 地理
旭区の南西部に位置し、南と南西に中希望が丘、北東に中尾、北西に笹野台、東にさちが丘と接している。

### 地価
住宅地の地価は、2025年（令和7年）1月1日の公示地価によれば、東希望が丘48番14の地点で22万3000円/m²となっている。

## 歴史

### 沿革
- 1961年（昭和36年）4月1日 - 二俣川町、小高町の各一部から東希望が丘を新設、横浜市保土ケ谷区東希望が丘となる[6]。
- 1969年（昭和44年）10月1日 - 保土ケ谷区を再編し、旭区を新設。横浜市旭区東希望が丘となる[7]。

### 町名の変遷
| 実施後     | 実施年月日               | 実施前（各町名ともその一部） |
| ---------- | ------------------------ | ---------------------------- |
| 東希望が丘 | 1961年（昭和36年）4月1日 | 二俣川町、小高町の各一部     |

## 世帯数と人口
2025年（令和7年）6月30日現在（横浜市発表）の世帯数と人口は以下の通りである。
| 町丁       | 世帯数    | 人口     |
| ---------- | --------- | -------- |
| 東希望が丘 | 5,258世帯 | 10,232人 |

### 人口の変遷
国勢調査による人口の推移。
| 年                 | 人口   |
| ------------------ | ------ |
| 1995年（平成7年）  | 10,850 |
| 2000年（平成12年） | 11,305 |
| 2005年（平成17年） | 10,884 |
| 2010年（平成22年） | 10,620 |
| 2015年（平成27年） | 10,390 |
| 2020年（令和2年）  | 10,275 |

### 世帯数の変遷
国勢調査による世帯数の推移。
| 年                 | 世帯数 |
| ------------------ | ------ |
| 1995年（平成7年）  | 4,078  |
| 2000年（平成12年） | 4,486  |
| 2005年（平成17年） | 4,393  |
| 2010年（平成22年） | 4,507  |
| 2015年（平成27年） | 4,653  |
| 2020年（令和2年）  | 4,900  |

## 学区
市立小・中学校に通う場合、学区は以下の通りとなる（2024年11月時点）。
| 番・番地等                                                                              | 小学校                   | 中学校                   |
| --------------------------------------------------------------------------------------- | ------------------------ | ------------------------ |
| 1〜14番地、96〜106番地 144〜147番地、188番地 228〜240番地                               | 横浜市立希望ケ丘小学校   | 横浜市立南希望が丘中学校 |
| 15〜42番地、48〜49番地 52〜54番地                                                       | 横浜市立中尾小学校       | 横浜市立希望が丘中学校   |
| 43〜47番地、50〜51番地 55〜95番地、107〜143番地 148〜187番地、189〜227番地 241〜260番地 | 横浜市立東希望が丘小学校 | 横浜市立希望が丘中学校   |

## 事業所
2021年（令和3年）現在の経済センサス調査による事業所数と従業員数は以下の通りである。
| 町丁       | 事業所数  | 従業員数 |
| ---------- | --------- | -------- |
| 東希望が丘 | 182事業所 | 2,005人  |

### 事業者数の変遷
経済センサスによる事業所数の推移。
| 年                 | 事業者数 |
| ------------------ | -------- |
| 2016年（平成28年） | 176      |
| 2021年（令和3年）  | 182      |

### 従業員数の変遷
経済センサスによる従業員数の推移。
| 年                 | 従業員数 |
| ------------------ | -------- |
| 2016年（平成28年） | 1,839    |
| 2021年（令和3年）  | 2,005    |

## 交通

### 道路
- 神奈川県道40号横浜厚木線

## 施設
- 横浜市立東希望が丘小学校
- 横浜市立希望が丘中学校
- 横浜システム工学院専門学校
- 春の木神明社 - 標高約92メートルの、横浜市でも高い位置に鎮座する神社の一つとされる。
- 長楽寺

## その他

### 日本郵便
- 郵便番号 : 241-0826[3]（集配局：横浜旭郵便局[17]）

### 警察
町内の警察の管轄区域は以下の通りである。
| 番・番地等 | 警察署   | 交番・駐在所 |
| ---------- | -------- | ------------ |
| 全域       | 旭警察署 | 希望が丘交番 |

## 参考資料
- “横浜市町区域要覧” (PDF).   横浜市市民局 (2016年6月). 2023年6月6日閲覧。 “横浜市町区域要覧”